# Isabella von Ägypten, Kaiser Karl des Fünften erste Jugendliebe

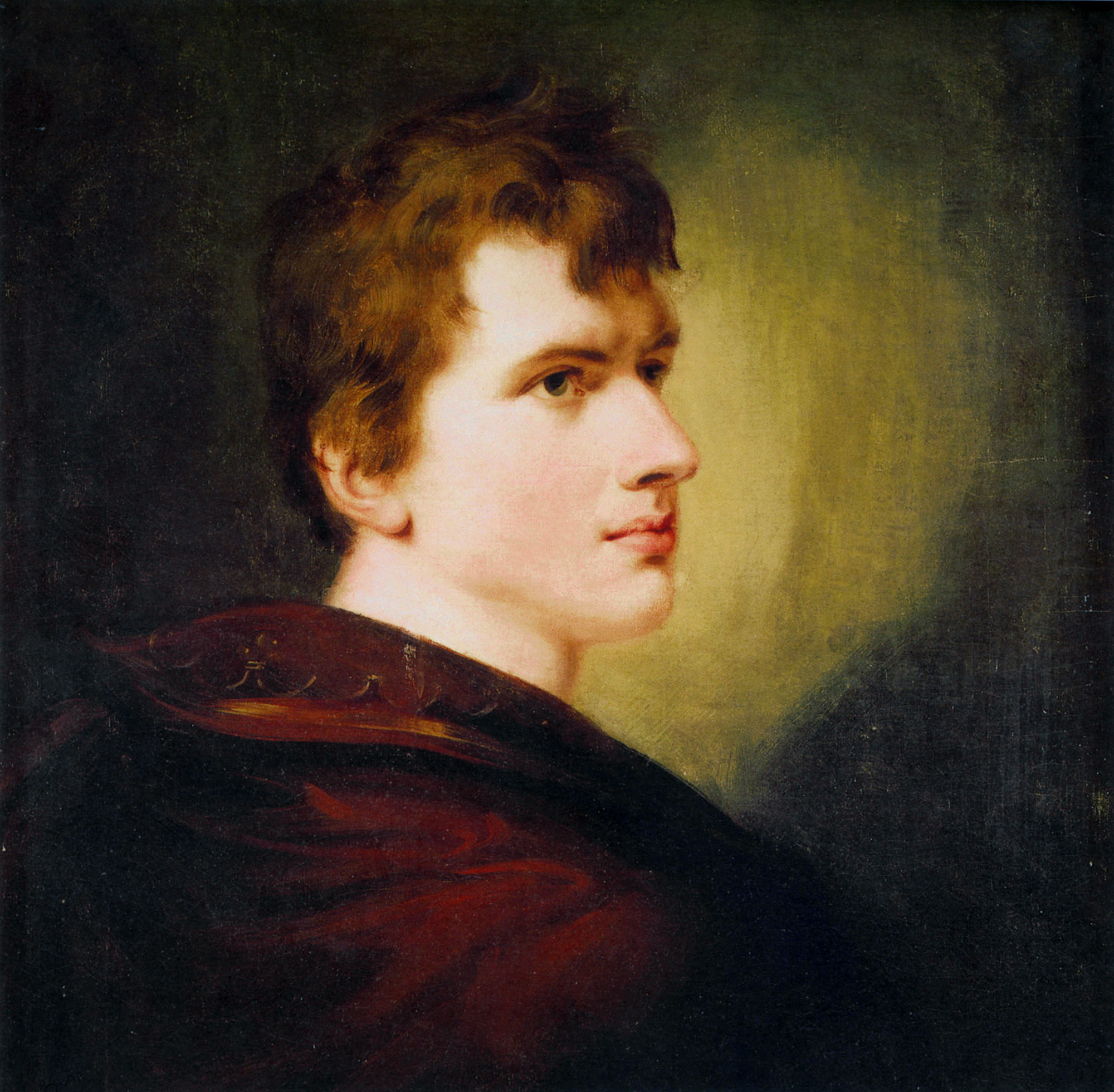
Achim von Arnim
(1781–1831)

Isabella von Ägypten, Kaiser Karl des Fünften erste Jugendliebe ist eine Erzählung von Achim von Arnim, die innerhalb der so genannten Novellensammlung von 1812 in der Realschulbuchhandlung Berlin erschien.

## Inhalt
Herzog Michael, Herrscher aller Zigeuner von Ägypten, wird in Gent als unschuldig verurteilter Dieb gehängt. Seine einzige Tochter Isabella, „das bleiche, schöne Kind“, steht als Waise da. Denn die Mutter – aus dem alten Hause der Grafen von Hoogstraaten – ist bereits vier Jahre tot. Kraft eines Zauberschlages, der Isabella trifft, als sie den Genter Galgenberg fast erstiegen hat, gräbt sie an der Richtstatt des armen Vaters eine Mandragora, die Alraunwurzel, aus. Das Mädchen zieht die Wurzel als Galgenmännlein groß. Das großspurige Männlein nennt sich Feldmarschall Cornelius Nepos und kann Schätze heben. Herr Cornelius, der mit Isabella und deren Pflegemutter, der Zigeunerin Braka, in einem verlassenen Hause auf dem Lande verborgen lebt, möchte in einer Staatskutsche am Hofe von Gent vorfahren. Ein gehobener Schatz macht es möglich. Zu dem Trio gesellt sich noch – durch das Heben des Schatzes aufgeweckt – der Bärnhäuter, ein toter deutscher Landsknecht, der geizige Besitzer des Schatzes. Das Wurzelmännchen dringt in Gent tatsächlich bis zum Erzherzog Karl, das ist der spätere Karl V., vor. Cornelius rühmt die Schönheit seiner Braut Isabella. Der junge Karl, der noch kein Mädchen näher kennengelernt hat, möchte Isabellas Bekanntschaft machen, muss aber zu dem Zwecke seinen Bewacher, den Oberhofmeister Adrian von Utrecht, überlisten. Während der Begegnung mit Karl ist es Isabella, als träfe sie der zweite Zauberschlag. Als Braka von der jungen Liebe erfährt, entwirft sie sogleich ein Programm. Isabella müsse von Karl, dem „künftigen Erben der halben Welt, ein Kind bekommen“. Dieses Kind müsse dereinst Isabellas über Europa zerstreutes Volk sammeln und ins angestammte Ägyptenland zurückführen. Karl will die Braut des „Wurzelburzius“ heiraten. Einer von Karls Jugendfreunden lässt für den kleinen Wurzel-Bräutigam ein Duplikat Isabellas aus Tonerde zaubern. Das ist die Golem Bella. Isabella gesteht Karl ihre Herkunft und setzt ihm auseinander, weswegen sie ein Kind von ihm wolle. Als Karl verreisen muss, bleibt Isabella stark. Das wunderschöne junge Mädchen, „ohne irgendeine Welterfahrung“, glaubt an ihrer beider Glück. Doch Karl verliebt sich mit „unwiderstehlicher Begierde“ in die Golem Bella. Überdies hat Karl andere Sorgen. Sein Großvater Ferdinand liegt im Sterben.
Beim nächsten Stelldichein wird die Golem Bella mit Isabella konfrontiert. Das Wurzelmännlein kommt durcheinander. Es hat auf einmal zwei Frauen. Die Golem Bella greift Isabella tätlich an, wird aber von Karl geistesgegenwärtig in ein Häufchen Tonerde zurückverwandelt. Der Großvater stirbt. Karl will unbedingt auf den Thron und überlegt: Darf der künftige Herrscher über die halbe Welt eine Herzogin von Ägypten heiraten? Karl erlaubt Isabella, alle ihre über Europa verstreuten Untertanen nach Ägypten zurückzuschicken. Das geht dem Alraun gegen den Strich. Durch Brakas Geschwätzigkeit wird bei Hofe bekannt, dass das Wurzelmännlein Schätze heben kann. Karl will den Kleinen als Finanzminister und stimmt einer Verheiratung des Zwergs mit Isabella „an der linken Hand“ zu. Eine halbe Nacht verbringt Isabella mit dem Kaiser. Als er sie danach von sich stößt, springt sie aus dem Fenster. Einer der ihren fängt die junge Frau auf. Auf dem Zuge nach Ägypten bringt sie unterwegs „Lrak (der umgekehrte Name des Vaters Karl)“ zur Welt. Der Alraun zerreißt. Es riecht nach verbranntem Schwefel. Karl V. herrscht, legt sich schließlich in seinen Sarg und stirbt bald darauf. Die berühmte Königin Isabella hatte einen Monat zuvor, am 20. August 1558, am Nilufer im Beisein ihrer Lieben Gericht über sich selbst gehalten und war danach gestorben. Isabellas Liebe, so schließt der Erzähler, wurde von Karl zwar verschmäht, sei aber nicht untergegangen, sondern zu ihrem Volke übergegangen. Der Erzähler stellt Isabella als Vorbild für alle jene hin, die in der Todesstunde über sich selbst richten.

## Rezeption
- Riley[5]: Weil Karl in Liebesdingen echt mit falsch verwechsele und weil er das Wurzelmännlein aus Geldgier zu seinem Finanzier mache, könne er auch später als Kaiser sein Reich nicht in den Griff bekommen.
- Schulz[6] nennt die Isabella Arnims großartigste Novelle; ein phantastisches Märchen. Die Fügung von zarter Liebesgeschichte und Groteske sei künstlerisch gelungen. Karl scheitere in seiner Jugendliebe genauso wie er nach Arnims Ansicht später als Kaiser während der Gegenreformation versage. Das Wurzelmännlein symbolisiere die Verführbarkeit des Kaisers durch Besitz und die Golem Bella stehe für das Abgleiten der Liebe Karls in das Sexuelle.
- Moering[7] macht Angaben zur Entstehung: Arnim habe Cervantes’ Geschichte vom Zigeunermädchen Preziosa und Heinrich Moritz Gottlieb Grellmanns Die Zigeuner gekannt. Grellmann nenne einen Herzog Michael. Arnim habe Biographien Karls V. von Antoine Varillas (La Pratique De L’education Des Princes, Amsterdam 1684) und von William Robertson (The history of the reign of Charles V, Ausgabe 1788) besessen. Arnims Material zur Golem-Sage stamme von Jacob Grimm.
- Andermatt kommt in seiner tief schürfenden Untersuchung der Motivhierarchie vom Erotischen zu Fragen des Lebens und Zusammenlebens in einer Gesellschaft.
- Schulz[8] erwähnt den mittelalterlichen Volksglauben, nach dem die Alraune angeblich aus dem Sperma Erhängter gedeihe. Arnim habe in dem Zusammenhang Samen nachsichtig mit Tränen umschrieben.
- Nach Hahn[9] habe Arnim an die Existenz einer Geisterwelt geglaubt. Isabella trage Züge Marias.
- Riley[10] nennt weiter führende Arbeiten: Paul Ernst (1942), Peter Horst Neumann (1968) und Ernst Schürer (München 1970).

### Ausgaben
- Gisela Henckmann (Hrsg.): Achim von Arnim: Erzählungen (Mistris Lee – Isabella von Ägypten, Kaiser Karl des Fünften erste Jugendliebe – Melück Maria Blainville, die Hausprophetin aus Arabien – Der tolle Invalide auf dem Fort Ratonneau – Die Majoratsherren – Owen Tudor – Raphael und seine Nachbarinnen). 384 Seiten. Reclams Universal-Bibliothek 1505, Stuttgart 1991, ISBN 978-3-15-001505-6

### Zitierte Textausgabe
- Achim von Arnim: Isabella von Ägypten, Kaiser Karl des Fünften erste Jugendliebe. Eine Erzählung. S. 3–123 in Karl-Heinz Hahn (Hrsg.): Ludwig Achim von Arnim: Werke in einem Band. 423 Seiten. Bibliothek deutscher Klassiker. Herausgegeben von den NFG. Aufbau-Verlag Berlin und Weimar 1981 (1. Aufl.)